# Nanae Chrono
Nanae Chrono (jap. 黒乃 奈々絵 Kurono Nanae; ur. 18 czerwca 1980 w Tochigi, w Japonii) – japoński mangaka urodzony w Tochigi (Prefektura Tochigi), w Japonii. Najbardziej znany jako twórca mang Peacemaker Kurogane, Senki Senki Momotama i Vassalord. Jest trans mężczyzną

## Twórczość

### Mangi
- Wagamama Tenshi no Sodatekata (jap. ワガママ天使の育て方) (1999, one-shot, Shounen GanGan)
- Peace Maker Kurogane (jap. PEACE MAKER鐵) (2002, Shounen GanGan)
- Senki Senki Momotama (jap. 殲鬼戦記ももたま) (2006, Comic Blade)
- Vassalord (jap. ヴァッサロード) (2006, Comic Blade)
- Paka Run (jap. パカ☆RUN) (2008)

Manga napisana przez Nanae Chrono, ilustrowana przez Nakabayashin Takamasa.

### Artbooki
- Kuro no Ga (jap. 黒乃奈々絵画集 「黒ノ蛾」)

92-strony artbooku w kolorze.
- Chrono Graffiti

402 strony artbooku w kolorze. Strona A zawiera ilustracje z Senki Senki Momotama, strona B zawiera ilustracje z różnych serii m.in. Vassalord i Ilegenes.